# Vørðufelli
Vørðufelli är ett berg vid byn Sørvágur på Färöarna. Den högsta punkten ligger på 248 meter över havet.
Den sista delen av namnet - felli - är färöiska för litet berg. Vørða är en fras som Färöarna använder vid fågelskådning. En Vørða består av fem lunnefåglar och sedan Vørðufelli är det femte berget på den norra sidan av Sørvágsfirði förklarar det hur berget fått sitt namn.